# Guioa ovalis
Guioa ovalis är en kinesträdsväxtart som beskrevs av Ludwig Radlkofer. Guioa ovalis ingår i släktet Guioa och familjen kinesträdsväxter. Inga underarter finns listade i Catalogue of Life.